# 尾崎重歳
尾崎 重歳（おざき しげとし）は、戦国時代の武将。信濃国水内郡飯山城主。信濃泉氏17代目・尾崎氏5代目の当主。当時の資料では泉弥七郎の名で書かれている。

## 略歴
信濃泉氏一族は清和源氏・満快流で、鎌倉時代の泉親衡の末裔を名乗っており、尾崎氏はその嫡流を称する。室町時代後期には多くの分家と共に飯山一帯を治めていた。
明応2年（1494年）、泉晴平の子として誕生。享禄元年（1528年）父の名代として上洛し、近江国の朽木稙綱の館で12代将軍・足利義晴に拝謁している。享禄4年（1531年）、父の死によって家督を継ぎ、翌年上洛して従五位下、弾正忠・信濃守に叙され、後には左近大夫となった。
天文22年（1553年）に武田晴信の侵攻を受けると、越後国の長尾景虎を頼る。以後は子・重信と共に長尾（上杉）氏に属してしばしば武田軍と戦い功を挙げ、最前線に位置する居城の飯山城を守備した。また幕府に顔が利くことから、永禄2年（1559年）の景虎の上洛にも従い、また永禄9年（1566年）には15代将軍・足利義昭から上杉謙信（景虎）への上洛を促す御内書を受け取っている。
没年は元亀3年（1572年）、一説には天正3年（1575年）とも言われる。家督は子・重信が継いだ。娘・蘭子は樋口兼豊に嫁ぎ、一説に直江兼続・大国実頼らを産んでいるとされる。